# Danny Isidora
Danny Isidora (Weston, 5 giugno 1994) è un giocatore di football americano statunitense che milita nel ruolo di guardia per gli Arizona Cardinals della National Football League (NFL).

## Carriera

### Minnesota Vikings
Dopo aver frequentato per 5 anni l'università di Miami, Isidora venne selezionato il 29 aprile 2017 dai Minnesota Vikings come 180º assoluto, nell'ambito del quinto giro del Draft NFL 2017, e firmò il suo primo contratto da professionista, un quadriennale da 2,60 milioni di dollari, il 26 maggio 2017.

### Miami Dolphins
Nel 2019 Isidora firmò con i Miami Dolphins.

### Kansas City Chiefs
L'8 settembre 2020 Isidora firmò con la squadra di allenamento dei Kansas City Chiefs.